# Titus Rohner
Titus Rohner (* 1838; † 1915) war ein Schweizer Politiker aus Walzenhausen.

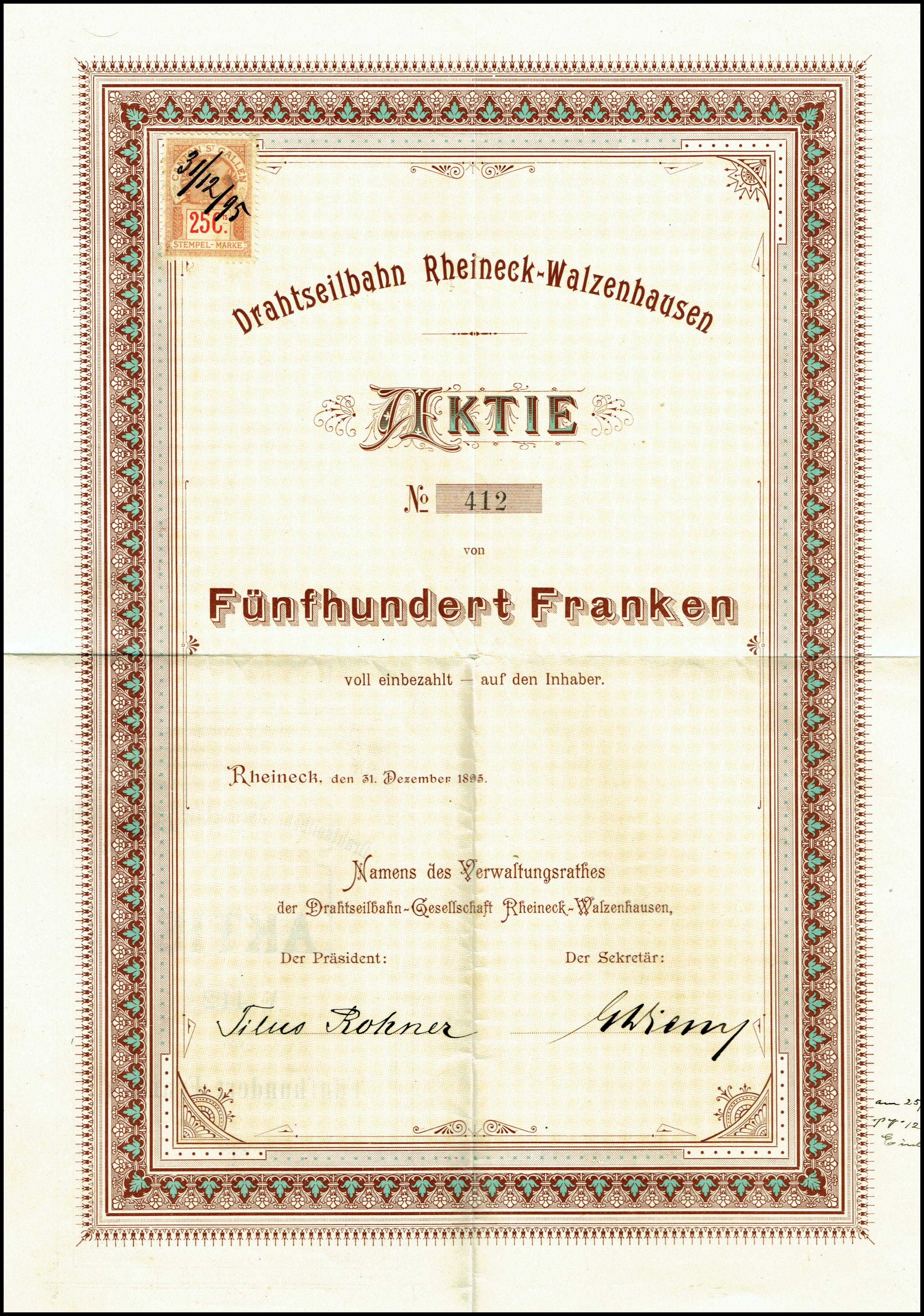
Aktie über 500 Franken der Drahtseilbahn-Gesellschaft Rheineck-Walzenhausen vom 31. Dezember 1895 mit Unterschrift von Titus Rohner als Präsident

Rohner war von 1893 bis 1899 im Regierungsrat des Kantons Appenzell Ausserrhoden. Er war einer der wichtigsten Initianten für den Bau der Rheineck-Walzenhausen Bahn, deren erste Konzession von 1889 bis 1895 gültig war. Von 1896 bis 1910 war er der Verwaltungsratspräsident dieser Bahngesellschaft.